# Łabiszyn
Łabiszyn este un oraș în Polonia.